# Bratříček (kniha)
Bratříček je kniha Marka Hnily z roku 2017, kterou vydalo nakladatelství Bratříček.
Příběh obsahuje prvky dětské psychologie.
Autor se rozhodl knihu vydat ve dvou verzích, které byly vizuálně stejné pouze se lišily poslední kapitolou, tedy zakončením celého příběhu.